# Liste des maires de La Roche-sur-Yon
La liste des maires de La Roche-sur-Yon présente les maires qui se sont succédé depuis 1789 dans la commune française de La Roche-sur-Yon, chef-lieu du département de la Vendée en région Pays de la Loire.

## Liste des maires
De 1789 à 1945
| Période          | Période          | Identité                          | Étiquette | Qualité                                                        |
| ---------------- | ---------------- | --------------------------------- | --------- | -------------------------------------------------------------- |
| 1789             | 1790             | Louis-Auguste Lansier             |           | Juge de paix                                                   |
| 1790             | 1792             | Pierre Bacqua                     |           |                                                                |
| 1792             |                  | Jean-Jacques Moreau               |           |                                                                |
| 1799             | 1800             | Joseph Gaudin de la Poictevinière |           |                                                                |
| 1800             | 1801             | Charles-Louis Bacqua              |           |                                                                |
| 1801             | décembre 1812    | Louis-Auguste Lansier             |           | Juge de paix                                                   |
| décembre 1812    | mars 1815        | Marc-Antoine Savary de l'Épineray |           |                                                                |
| mars 1815        | juillet 1815     | Louis-Auguste Lansier             |           | Juge de paix                                                   |
| juillet 1815     | août 1815        | François-Pascal Guitton           |           |                                                                |
| août 1815        | septembre 1819   | Antoine Tortat                    |           |                                                                |
| septembre 1819   | mai 1820         | Anne Dautrive                     |           |                                                                |
| mai 1820         | mars 1823        | François-Pascal Guitton           |           |                                                                |
| mars 1823        | 8 août 1830      | M. Duschesne de Denant            |           |                                                                |
| 8 août 1830      | 22 août 1830     | Anne Dautrive                     |           |                                                                |
| 22 août 1830     | mars 1832        | François-Pascal Guitton           |           |                                                                |
| mars 1832        | juillet 1837     | Benjamin Merland                  |           |                                                                |
| juillet 1837     | octobre 1837     | Jérome Rigourdain                 |           |                                                                |
| octobre 1837     | 15 novembre 1841 | Jacques-Antoine Lansier           |           |                                                                |
| 15 novembre 1841 | 28 novembre 1841 | Pierre-Ferdinand Guyot            |           |                                                                |
| 28 novembre 1841 | juillet 1848     | Bazile Moreau                     |           |                                                                |
| juillet 1848     | août 1848        | Pierre-Ferdinand Guyot            |           |                                                                |
| août 1848        | janvier 1852     | Léon Audé                         |           |                                                                |
| janvier 1852     | novembre 1853    | Augustin Rouillé                  |           |                                                                |
| novembre 1853    | mai 1870         | Eugène Brethé                     |           |                                                                |
| mai 1870         | août 1870        | Antoine Gaché                     |           |                                                                |
| août 1870        | mai 1871         | Léopold Surville                  |           |                                                                |
| mai 1871         | septembre 1877   | Hippolyte Périer                  | Droite    | Conseiller général du canton de La Roche-sur-Yon (1871 → 1886) |
| septembre 1877   | décembre 1877    | Adolphe Le Roux                   |           |                                                                |
| décembre 1877    | janvier 1881     | Hippolyte Périer                  | Droite    | Conseiller général du canton de La Roche-sur-Yon (1871 → 1886) |
| janvier 1881     | février 1881     | François Chassant                 |           |                                                                |
| février 1881     | mars 1883        | Eugène Motheau                    |           |                                                                |
| mars 1883        | 1887             | Eugène Moreau                     |           |                                                                |
| 1887             | avril 1910       | Stéphane Guillemé                 |           |                                                                |
| avril 1910       | juillet 1919     | Lucien Genuer                     |           |                                                                |
| juillet 1919     | mai 1925         | Lucien Morineau                   |           |                                                                |
| mai 1925         | mai 1928         | Léon Gauvrit                      |           |                                                                |
| mai 1928         | juin 1928        | Fernand Guillemé                  |           |                                                                |
| juin 1928        | mai 1929         | Charles Biguet                    |           |                                                                |
| mai 1929         | août 1931        | Aloïs Gutzwiller                  |           |                                                                |
| août 1931        | septembre 1939   | Léon Tapon                        |           | Brasseur                                                       |
| septembre 1939   | août 1940        | Camille Simon                     |           |                                                                |
| août 1940        | septembre 1944   | Léon Tapon                        |           | Brasseur Nommé conseiller départemental en 1943                |
| septembre 1944   | mai 1945         | Eugène Choyau                     |           |                                                                |

### Depuis 1945
Depuis l'après-guerre, neuf maires se sont succédé à la tête de la ville.
| Période       | Période                | Identité         | Étiquette                       | Qualité |
| ------------- | ---------------------- | ---------------- | ------------------------------- | --- |
| mai 1945      | mai 1953               | Léonce Gluard    | SFIO                            | Contrôleur principal des contributions indirectes Officier des Palmes académiques, chevalier de la Légion d’honneur |
| mai 1953      | mai 1955               | Léon Tapon       | Rad.                            | Brasseur |
| mai 1955      | juin 1955              | Léon Giraudeau   | Gauche                          | |
| juin 1955     | mars 1959              | Camille Simon    | Rad.                            | |
| mars 1959     | novembre 1961 (décès)  | André Boutelier  | Droite                          | Médecin |
| décembre 1961 | mars 1977              | Paul Caillaud    | RI puis UDF                     | Pharmacien Député de la 1re circonscription de la Vendée (1967 → 1981) |
| mars 1977     | avril 2004 (démission) | Jacques Auxiette | PS                              | Professeur de mathématiques Conseiller régional des Pays de la Loire (1979 → 1983 puis 1986 → 2015) Président du conseil régional des Pays de la Loire (2004 → 2015) Conseiller général du canton de La Roche-sur-Yon-Nord (1979 → 1985) Réélu en 1983, 1989, 1995 et 2001 |
| avril 2004    | mars 2014              | Pierre Regnault  | PS                              | Cadre agricole retraité Conseiller général du canton de La Roche-sur-Yon-Nord (1998 → 2015) Président de La Roche-sur-Yon-Agglomération (2010 → 2014) Réélu en 2008 |
| mars 2014     | en cours               | Luc Bouard       | UMP → LR puis DVD puis Horizons | Exploitant agricole et syndicaliste agricole puis agent général d'assurances Président de La Roche-sur-Yon-Agglomération (2014 → ) Réélu pour le mandat 2020-2026 |

## Biographies des maires de La Roche-sur-Yon

### Biographie du maire actuel
Luc Bouard (25 mars 1961 aux Sables-d'Olonne - )
Agent général d'assurances de profession, il remporte le second tour des élections municipales de 2014 face à la liste du maire socialiste sortant Pierre Regnault, faisant ainsi basculer la ville à droite. Le 4 avril, il est élu maire par le conseil municipal et devient le 18 du même mois, président de La Roche-sur-Yon Agglomération. Homme de droite, il est membre des Républicains (anciennement UMP), parti qu'il quitte en juin 2019.
Il est réélu au second tour des élections municipales de 2020 en recueillant 52,28 % des suffrages face au candidat d'union de la gauche Stéphane Ibarra. Il est officiellement reconduit dans ses fonctions le 3 juillet 2020.
Membre de La France audacieuse, il rejoint en 2021 le mouvement Horizons créé par l'ancien premier ministre Édouard Philippe. Il en devient le référent pour la région Pays de la Loire.

### Biographies des anciens maires
Pierre Regnault (7 février 1948 à Chailly-sur-Armançon - )

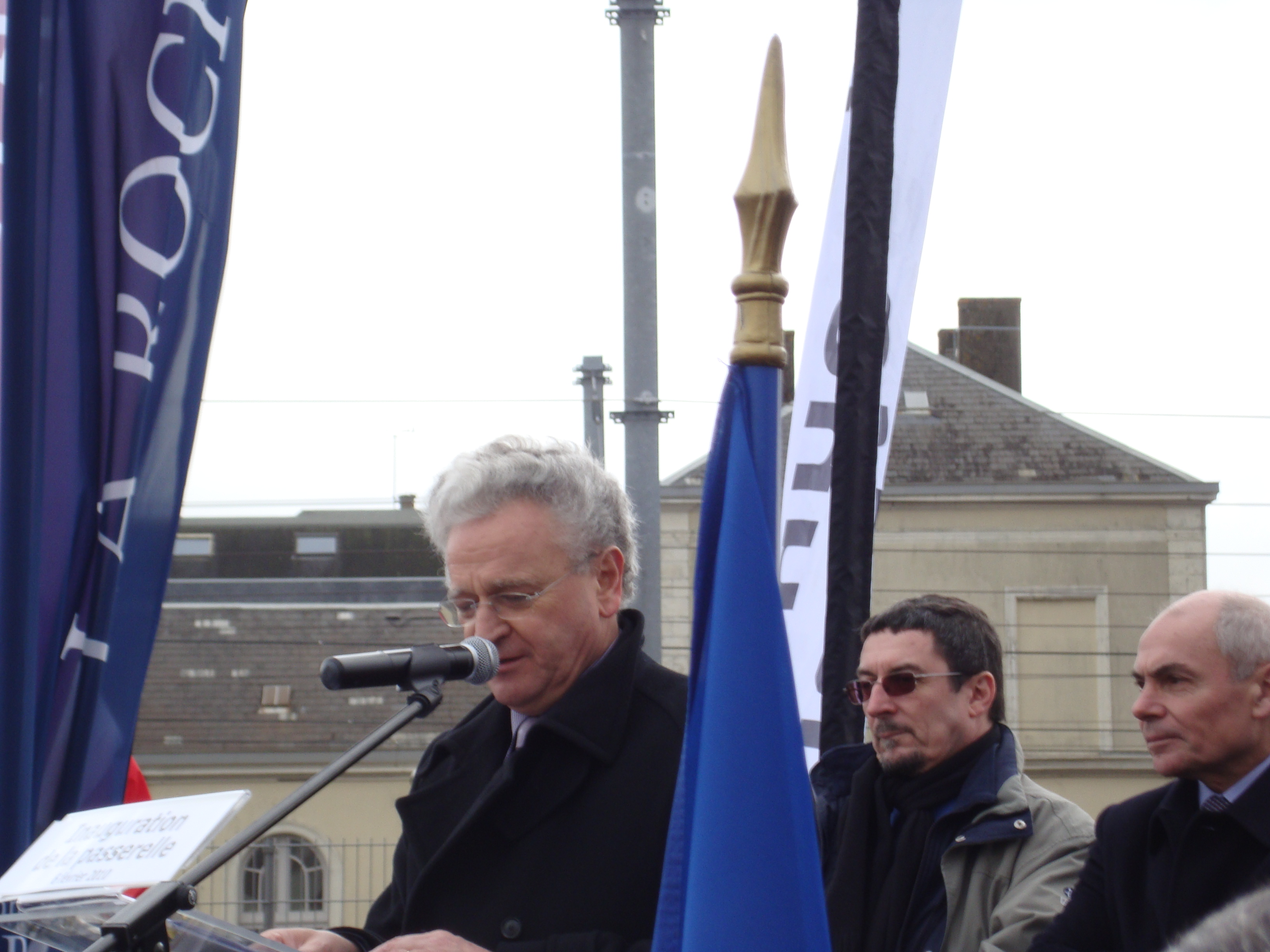
Pierre Regnault, maire de 2004 à 2014.

Conseiller municipal de 1989 à 2017, il remplace Jacques Auxiette en avril 2004 lorsque ce dernier est élu président du conseil régional des Pays de la Loire. Il est réélu dès le premier tour des municipales de 2008 avec 50,08% des suffrages mais est battu par Luc Bouard, tête de liste de l'union de la droite, en mars 2014.
Il a aussi été président de la communauté de communes du Pays-Yonnais puis de La Roche-sur-Yon Agglomération et conseiller général de la Vendée de 1998 à 2015.
Jacques Auxiette (3 décembre 1940 à Montlevicq - 10 décembre 2021 à Angers)

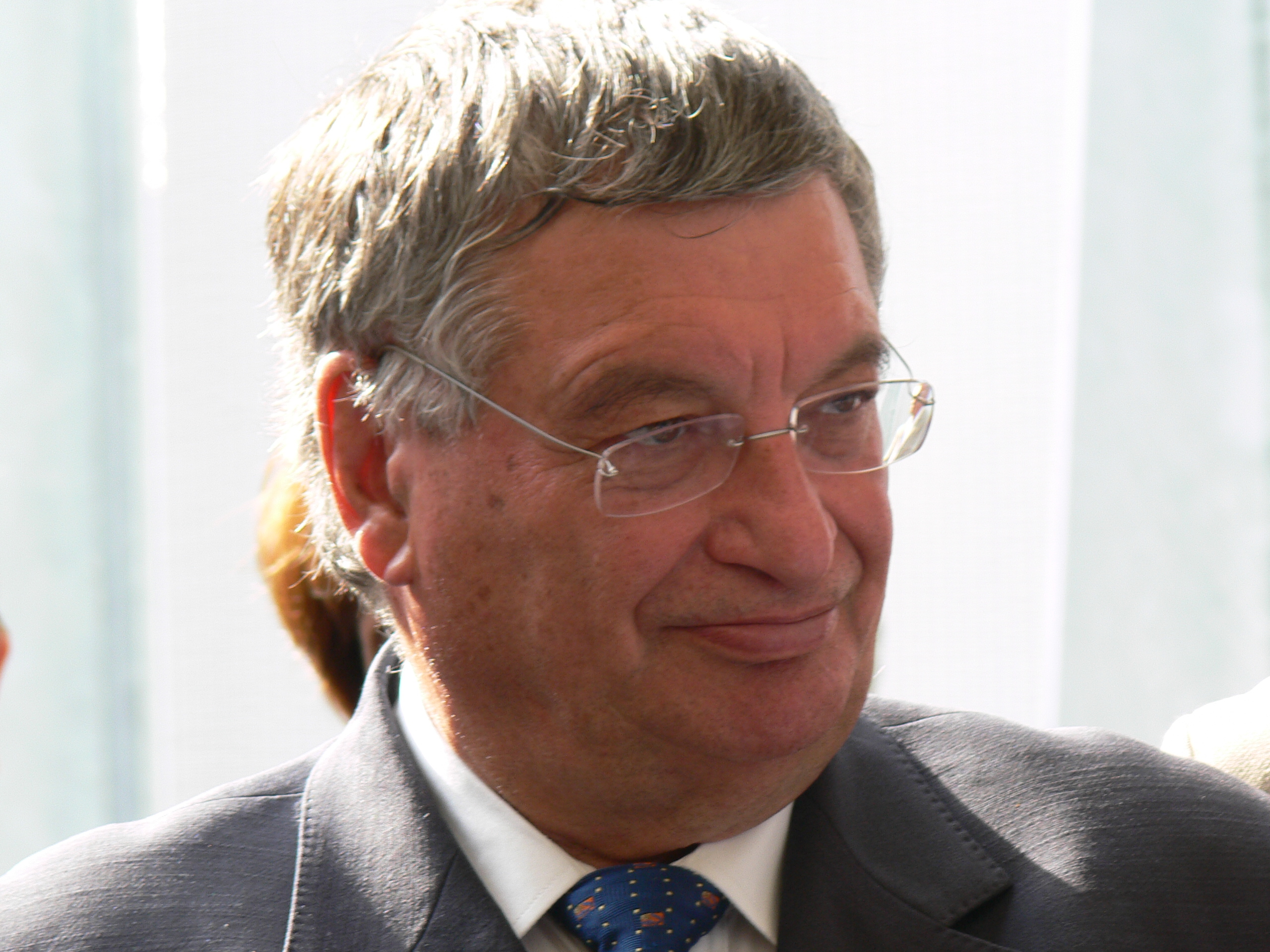
Jacques Auxiette, maire de 1977 à 2004.

À l'instar de nombreuses communes de l'Hexagone, La Roche-sur-Yon est emportée par une « vague rose » lors du scrutin municipal de mars 1977. La ville bascule à gauche et Jacques Auxiette, professeur de mathématiques, en devient le maire. En 1979, il remporte le canton de La Roche-sur-Yon-Nord et entre au conseil général. La même année, il intègre l'hémicycle régional.
En 2004, il quitte ses fonctions de maire lorsqu'il devient président du conseil régional des Pays de la Loire.
Il fut aussi président de la communauté de communes du Pays-Yonnais de 1994 à 1995 et de 1998 à 2001.
Paul Caillaud (14 septembre 1917 à La Copechagnière - 15 août 2008 à La Roche-sur-Yon)
Pharmacien, il est une figure giscardienne au niveau local et sera successivement membre des Républicains indépendants puis de l'UDF. Il devient maire de la ville en décembre 1961 à la suite du décès de son prédécesseur.
Son mandat est marqué par la fusion de La Roche-sur-Yon, de Saint-André-d'Ornay et de Bourg-sous-la-Roche et un fort développement démographique et économique.
Il sera par ailleurs député de la Vendée de 1967 à 1981.
André Boutelier (29 septembre 1892 à La Roche-sur-Yon - 16 novembre 1961 à Neuilly-sur-Seine)
Diplômé en médecine et en sciences politiques, André Boutelier fut interne des hôpitaux de Paris. Il s'installe en Vendée dans les années 1930 et exerce en tant que dermatologue et médecin de la SNCF. Il sera par la suite professeur de physiologie à la faculté de médecine de Nantes — et le restera jusqu'à son décès — puis chef de service et directeur de l'hôpital de La Roche.
Politiquement, il entre au conseil municipal en 1935 en tant qu'indépendant et devient maire de la ville en mars 1959. Bien que son mandat fut écourté par la maladie, il marqua de son empreinte la commune.
Un cancer à l'œsophage l'éloigne de l'action municipale à partir de septembre 1961 et il meurt le 16 novembre de la même année à l'hôpital américain de Neuilly-sur-Seine.

## Conseil municipal actuel
En juillet 2020, la composition du conseil municipal était la suivante :

## Résultats des dernières élections municipales

### Élections municipales de 2020
| Tête de liste                                            | Tête de liste        | Liste             | Premier tour | Premier tour | Second tour | Second tour | Sièges | Sièges |
| Tête de liste                                            | Tête de liste        | Liste             | Voix         | %            | Voix        | %           | CM     | CC     |
| -------------------------------------------------------- | -------------------- | ----------------- | ------------ | ------------ | ----------- | ----------- | ------ | ------ |
|                                                          | Luc Bouard *         | LR-LREM-MoDem-UDI | 6 732        | 44,07        | 7 877       | 52,28       | 35     | 17     |
| Luc Bouard 2020                                          |                      |                   | 6 732        | 44,07        | 7 877       | 52,28       | 35     | 17     |
|                                                          | Stéphane Ibarra      | PS                | 3 013        | 20,84        | 7 189       | 47,71       | 10     | 5      |
| Engageons-nous pour La Roche-sur-Yon                     |                      |                   | 3 013        | 20,84        | 7 189       | 47,71       | 10     | 5      |
|                                                          | Martine Chantecaille | PCF-EELV-G.s      | 2 471        | 17,09        | 7 189       | 47,71       | 10     | 5      |
| La Roche solidaire et écologique                         |                      |                   | 2 471        | 17,09        | 7 189       | 47,71       | 10     | 5      |
|                                                          | Nicolas Hélary       | DVG               | 1 920        | 13,28        | 7 189       | 47,71       | 10     | 5      |
| Les Voies citoyennes                                     |                      |                   | 1 920        | 13,28        | 7 189       | 47,71       | 10     | 5      |
|                                                          | Raoul Mestre         | DVD               | 487          | 3,36         |             |             |        |        |
| La Roche autrement 2020                                  |                      |                   | 487          | 3,36         |             |             |        |        |
|                                                          | Gilles Robin         | LO                | 194          | 1,34         |             |             |        |        |
| Lutte ouvrière - Faire entendre le camp des travailleurs |                      |                   | 194          | 1,34         |             |             |        |        |
|                                                          |                      |                   |              |              |             |             |        |        |
| Inscrits                                                 | Inscrits             | Inscrits          | 37 962       | 100,00       | 38 028      | 100,00      |        |        |
| Abstentions                                              | Abstentions          | Abstentions       | 23 116       | 60,90        | 22 515      | 59,21       |        |        |
| Votants                                                  | Votants              | Votants           | 14 843       | 39,10        | 15 513      | 40,79       |        |        |
| Blancs                                                   | Blancs               | Blancs            | 145          | 0,98         | 217         | 1,40        |        |        |
| Nuls                                                     | Nuls                 | Nuls              | 241          | 1,62         | 230         | 1,48        |        |        |
| Exprimés                                                 | Exprimés             | Exprimés          | 14 457       | 97,40        | 15 066      | 97,12       |        |        |
| * Liste du maire sortant                                 |                      |                   |              |              |             |             |        |        |

### Élections municipales de 2014
| Tête de liste                                           | Tête de liste     | Liste          | Premier tour | Premier tour | Second tour | Second tour | Sièges | Sièges |
| Tête de liste                                           | Tête de liste     | Liste          | Voix         | %            | Voix        | %           | CM     | CC     |
| ------------------------------------------------------- | ----------------- | -------------- | ------------ | ------------ | ----------- | ----------- | ------ | ------ |
|                                                         | Pierre Regnault * | PS-EÉLV-MUP    | 7 605        | 36,10        | 10 336      | 46,10       | 10     | 5      |
| Vive La Roche-sur-Yon !                                 |                   |                | 7 605        | 36,10        | 10 336      | 46,10       | 10     | 5      |
|                                                         | Luc Bouard        | UMP-UDI-MoDem  | 7 445        | 35,34        | 12 083      | 53,90       | 35     | 18     |
| Liste d'union et de rassemblement La Roche pour tous    |                   |                | 7 445        | 35,34        | 12 083      | 53,90       | 35     | 18     |
|                                                         | Raoul Mestre      | DVD            | 2 037        | 9,67         |             |             |        |        |
| La Roche-sur-Yon autrement avec Raoul Mestre            |                   |                | 2 037        | 9,67         |             |             |        |        |
|                                                         | Brigitte Neveux   | FN             | 1 799        | 8,54         |             |             |        |        |
| La Roche fait front en bleu Marine                      |                   |                | 1 799        | 8,54         |             |             |        |        |
|                                                         | Anita Charrieau   | PCF-PG-NPA     | 1 626        | 7,72         |             |             |        |        |
| La Roche est à vous                                     |                   |                | 1 626        | 7,72         |             |             |        |        |
|                                                         | Gilles Robin      | LO             | 556          | 2,64         |             |             |        |        |
| Lutte ouvrière, faire entendre le camp des travailleurs |                   |                | 556          | 2,64         |             |             |        |        |
|                                                         |                   |                |              |              |             |             |        |        |
| Inscrits                                                | Inscrits          | Inscrits       | 36 990       | 100,00       | 36 990      | 100,00      |        |        |
| Abstentions                                             | Abstentions       | Abstentions    | 15 066       | 40,73        | 13 554      | 36,64       |        |        |
| Votants                                                 | Votants           | Votants        | 21 924       | 59,27        | 23 436      | 63,36       |        |        |
| Blancs et nuls                                          | Blancs et nuls    | Blancs et nuls | 856          | 3,90         | 1 017       | 4,34        |        |        |
| Exprimés                                                | Exprimés          | Exprimés       | 21 068       | 56,96        | 22 419      | 60,61       |        |        |
| * Liste du maire sortant                                |                   |                |              |              |             |             |        |        |

### Élections municipales de 2008
|                          | Pierre Regnault * | PS-Verts       | 10 496 | 50,08  | 34 |  |  |  |
| Vive La Roche-sur-Yon !  |                   |                | 10 496 | 50,08  | 34 |  |  |  |
|                          | Michèle Peltan    | UMP-CNIP       | 5 681  | 27,11  | 6  |  |  |  |
| La Roche gagnante        |                   |                | 5 681  | 27,11  | 6  |  |  |  |
|                          | Laurent Caillaud  | NC             | 1 663  | 7,94   | 1  |  |  |  |
| Ça va changer            |                   |                | 1 663  | 7,94   | 1  |  |  |  |
|                          | Anita Charrieau   | PCF-LO         | 1 607  | 7,67   | 1  |  |  |  |
| Cap à gauche             |                   |                | 1 607  | 7,67   | 1  |  |  |  |
|                          | Raoul Mestre      | MoDem          | 1 510  | 7,21   | 1  |  |  |  |
| La Roche démocrate       |                   |                | 1 510  | 7,21   | 1  |  |  |  |
|                          |                   |                |        |        |    |  |  |  |
| Inscrits                 | Inscrits          | Inscrits       | 35 137 | 100,00 |    |  |  |  |
| Abstentions              | Abstentions       | Abstentions    | 13 365 | 38,04  |    |  |  |  |
| Votants                  | Votants           | Votants        | 21 772 | 61,96  |    |  |  |  |
| Blancs et nuls           | Blancs et nuls    | Blancs et nuls | 815    | 2,32   |    |  |  |  |
| Exprimés                 | Exprimés          | Exprimés       | 20 957 | 59,64  |    |  |  |  |
| * Liste du maire sortant |                   |                |        |        |    |  |  |  |

### Élections municipales de 2001
|                                     | Jacques Auxiette * | PS-Verts-PCF   | 9 921  | 53,50  | 33 |  |  |  |
| Rassemblement pour La Roche-sur-Yon |                    |                | 9 921  | 53,50  | 33 |  |  |  |
|                                     | Georges Couturier  | UDF-RPR-DL     | 5 970  | 32,19  | 7  |  |  |  |
| La Roche au cœur                    |                    |                | 5 970  | 32,19  | 7  |  |  |  |
|                                     | Philippe Boursier  | DVG            | 2 654  | 14,31  | 3  |  |  |  |
| La Roche Claire                     |                    |                | 2 654  | 14,31  | 3  |  |  |  |
|                                     |                    |                |        |        |    |  |  |  |
| Inscrits                            | Inscrits           | Inscrits       | 32 766 | 100,00 |    |  |  |  |
| Abstentions                         | Abstentions        | Abstentions    | 13 215 | 40,33  |    |  |  |  |
| Votants                             | Votants            | Votants        | 19 551 | 59,67  |    |  |  |  |
| Blancs et nuls                      | Blancs et nuls     | Blancs et nuls | 1 006  | 5,15   |    |  |  |  |
| Exprimés                            | Exprimés           | Exprimés       | 18 545 | 94,85  |    |  |  |  |
| * Liste du maire sortant            |                    |                |        |        |    |  |  |  |

### Élections municipales de 1995
| Tête de liste                                       | Tête de liste      | Liste          | Premier tour | Premier tour | Second tour | Second tour | Sièges | Sièges |
| Tête de liste                                       | Tête de liste      | Liste          | Voix         | %            | Voix        | %           | CM     |        |
| --------------------------------------------------- | ------------------ | -------------- | ------------ | ------------ | ----------- | ----------- | ------ | ------ |
|                                                     | Jacques Auxiette * | PS-PCF-MRG-MDC | 9 570        | 46,97        | 11 843      | 60,36       | 35     |        |
| Ensemble pour La Roche-sur-Yon                      |                    |                | 9 570        | 46,97        | 11 843      | 60,36       | 35     |        |
|                                                     | Jean-Luc Préel     | UDF-RPR        | 5 146        | 25,26        | 7 776       | 39,64       | 8      |        |
| La Roche-sur-Yon avec vous                          |                    |                | 5 146        | 25,26        | 7 776       | 39,64       | 8      |        |
|                                                     | Raoul Mestre       | UDF            | 2 809        | 13,79        |             |             |        |        |
| Les Yonnais avec Raoul Mestre                       |                    |                | 2 809        | 13,79        |             |             |        |        |
|                                                     | Michel Gautier     | Verts          | 1 610        | 7,90         |             |             |        |        |
| La Roche citoyenne, démocratie et écologie sociales |                    |                | 1 610        | 7,90         |             |             |        |        |
|                                                     | Claude Dominault   | DVD            | 1 240        | 6,09         |             |             |        |        |
| J'aime La Roche                                     |                    |                | 1 240        | 6,09         |             |             |        |        |
|                                                     |                    |                |              |              |             |             |        |        |
| Inscrits                                            | Inscrits           | Inscrits       | 32 245       | 100,00       | 32 245      | 100,00      |        |        |
| Abstentions                                         | Abstentions        | Abstentions    | 11 263       | 34,93        | 11 814      | 36,64       |        |        |
| Votants                                             | Votants            | Votants        | 20 982       | 65,07        | 20 431      | 63,36       |        |        |
| Blancs et nuls                                      | Blancs et nuls     | Blancs et nuls | 607          | 2,89         | 812         | 3,97        |        |        |
| Exprimés                                            | Exprimés           | Exprimés       | 20 375       | 97,11        | 19 619      | 96,03       |        |        |
| * Liste du maire sortant                            |                    |                |              |              |             |             |        |        |

### Élections municipales de 1989
|                                | Jacques Auxiette * | PS             | 12 066 | 54,11  | 35 |  |  |  |
| Ensemble pour La Roche-sur-Yon |                    |                | 12 066 | 54,11  | 35 |  |  |  |
|                                | Jean-Luc Préel     | UDF-RPR        | 8 078  | 36,22  | 8  |  |  |  |
| La Roche Avenir                |                    |                | 8 078  | 36,22  | 8  |  |  |  |
|                                | Bernard Violain    | PCF            | 1 089  | 4,88   |    |  |  |  |
| La Roche à gauche              |                    |                | 1 089  | 4,88   |    |  |  |  |
|                                | Michel Bazireau    | DVD            | 1 067  | 4,78   |    |  |  |  |
| Roche Action                   |                    |                | 1 067  | 4,78   |    |  |  |  |
|                                |                    |                |        |        |    |  |  |  |
| Inscrits                       | Inscrits           | Inscrits       | 30 579 | 100,00 |    |  |  |  |
| Abstentions                    | Abstentions        | Abstentions    | 7 725  | 25,26  |    |  |  |  |
| Votants                        | Votants            | Votants        | 22 854 | 74,74  |    |  |  |  |
| Blancs et nuls                 | Blancs et nuls     | Blancs et nuls | 554    | 2,42   |    |  |  |  |
| Exprimés                       | Exprimés           | Exprimés       | 22 300 | 97,58  |    |  |  |  |
| * Liste du maire sortant       |                    |                |        |        |    |  |  |  |

### Élections municipales de 1983
|                          | Jacques Auxiette * | PS-PCF-PSU-MRG | 12 794 | 56,02  | 34 |  |  |  |
| La Roche majorité        |                    |                | 12 794 | 56,02  | 34 |  |  |  |
|                          | Philippe Mestre    | UDF-RPR        | 10 046 | 43,98  | 9  |  |  |  |
| Union pour La Roche      |                    |                | 10 046 | 43,98  | 9  |  |  |  |
|                          |                    |                |        |        |    |  |  |  |
| Inscrits                 | Inscrits           | Inscrits       | 28 290 | 100,00 |    |  |  |  |
| Abstentions              | Abstentions        | Abstentions    | 4 858  | 17,17  |    |  |  |  |
| Votants                  | Votants            | Votants        | 23 432 | 82,83  |    |  |  |  |
| Nuls                     | Nuls               | Nuls           | 592    | 2,09   |    |  |  |  |
| Exprimés                 | Exprimés           | Exprimés       | 22 840 | 80,73  |    |  |  |  |
| * Liste du maire sortant |                    |                |        |        |    |  |  |  |

### Élections municipales de 1977
|                                                                | Jacques Auxiette | PS-PCF-PSU-MRG | 9 891  | 51,93  | 33 |  |  |  |
| Liste de la Gauche unie                                        |                  |                | 9 891  | 51,93  | 33 |  |  |  |
|                                                                | Paul Caillaud *  | PR-RPR-CDS     | 9 153  | 48,06  | 10 |  |  |  |
| Liste pour le Développement économique et la qualité de la vie |                  |                | 9 153  | 48,06  | 10 |  |  |  |
|                                                                |                  |                |        |        |    |  |  |  |
| Inscrits                                                       | Inscrits         | Inscrits       | 24 382 | 100,00 |    |  |  |  |
| Abstentions                                                    | Abstentions      | Abstentions    | 4 451  | 18,25  |    |  |  |  |
| Votants                                                        | Votants          | Votants        | 19 931 | 81,74  |    |  |  |  |
| Nuls                                                           | Nuls             | Nuls           | 887    | 3,64   |    |  |  |  |
| Exprimés                                                       | Exprimés         | Exprimés       | 19 044 | 78,10  |    |  |  |  |
| * Liste du maire sortant                                       |                  |                |        |        |    |  |  |  |